# グランドジャンクション (コロラド州)
グランドジャンクション（英: Grand Junction）は、アメリカ合衆国コロラド州のメサ郡にある都市。同郡の郡庁所在地である。人口は6万5560人（2020年）。州都デンバーの西南西400kmにあり、グリーン川とアメリカ大陸分水界の間では商業と交通の中心になっている。グランドジャンクション都市圏はメサ郡と一致しており、都市圏人口は約15万人（2020年）である。
コロラド川に南からガニソン川が合流する所にある。名前の「グランド」は昔の「グランド川」に由来し、1921年にコロラド川上流に改名された。「ジャンクション」はコロラド川とガニソン川が合流する所を意味している。これによって「川の都市」というニックネームもある。グランド・バレーと呼ばれる長さ50kmのアーチ状のバレー中間近くに位置し、果物の産地である。昔はユト族インディアンが領地にしていたが、1880年代に白人農夫が入ってきた。近年幾つかのワイン醸造所が設立されてきた。特徴ある谷とメサの連続であるコロラド国定記念物が市の西から見下ろしており、地域の大半はアメリカ合衆国土地管理局が管理する公有地に囲まれている。ブック断崖はよく目立つ連続した崖であり、グランドバレーの北側境界になっている。州間高速道路70号線が東のグレンウッドスプリングス市やデンバー市、西のユタ州グリーンリバー市やソルトレイクシティを繋いでいる。さらにその先は州間高速道路15号線でネバダ州ラスベガスに通じている。
グランドジャンクションに近いI-70のマック出口北にカントリー・ジャム・ランチがある。これは音楽祭のために建設された恒久的催事会場であり、1992年以来毎年開催され、地域の何万人ものカントリー・ミュージック愛好者を惹き付けているカントリー・ジャムなどが開催されている。

## 地理
グランドジャンクションは北緯39度03分53秒 西経108度33分52秒 / 北緯39.06472度 西経108.56444度 (39.080531, −108.559097)に位置している。標高は約1,401 mあり、「ハイ・デザート」（高原砂漠）と呼ばれている。
アメリカ合衆国国勢調査局に拠れば、市域全面積は38.6平方マイル (100.0 km2)であり、このうち陸地38.2平方マイル (99.0 km2)、水域は0.39平方マイル (1.0 km2)で水域率は0.87%である。
グランドジャンクション市の地域はマウンテンバイクの好適地になってきており、コロラド州のフロントレンジ、ソルトレイクシティ地域、さらにはカリフォルニア州から、多くのマウンテンバイク愛好者が地域にやってきて、豊富な単車線バイク道を楽しんでいる。著名なバイク道としてタベグァシュ・トレイルやココペリ・トレイルがあり、ココペリ・トレイルは州内ロマの近くからユタ州モアブまで通じている。西にあるフルータとその18の道路トレイル体系は、グランドジャンクションから16 km以内にあり、特にマウンテンバイク愛好者に人気のある地域となっている。

### 気候

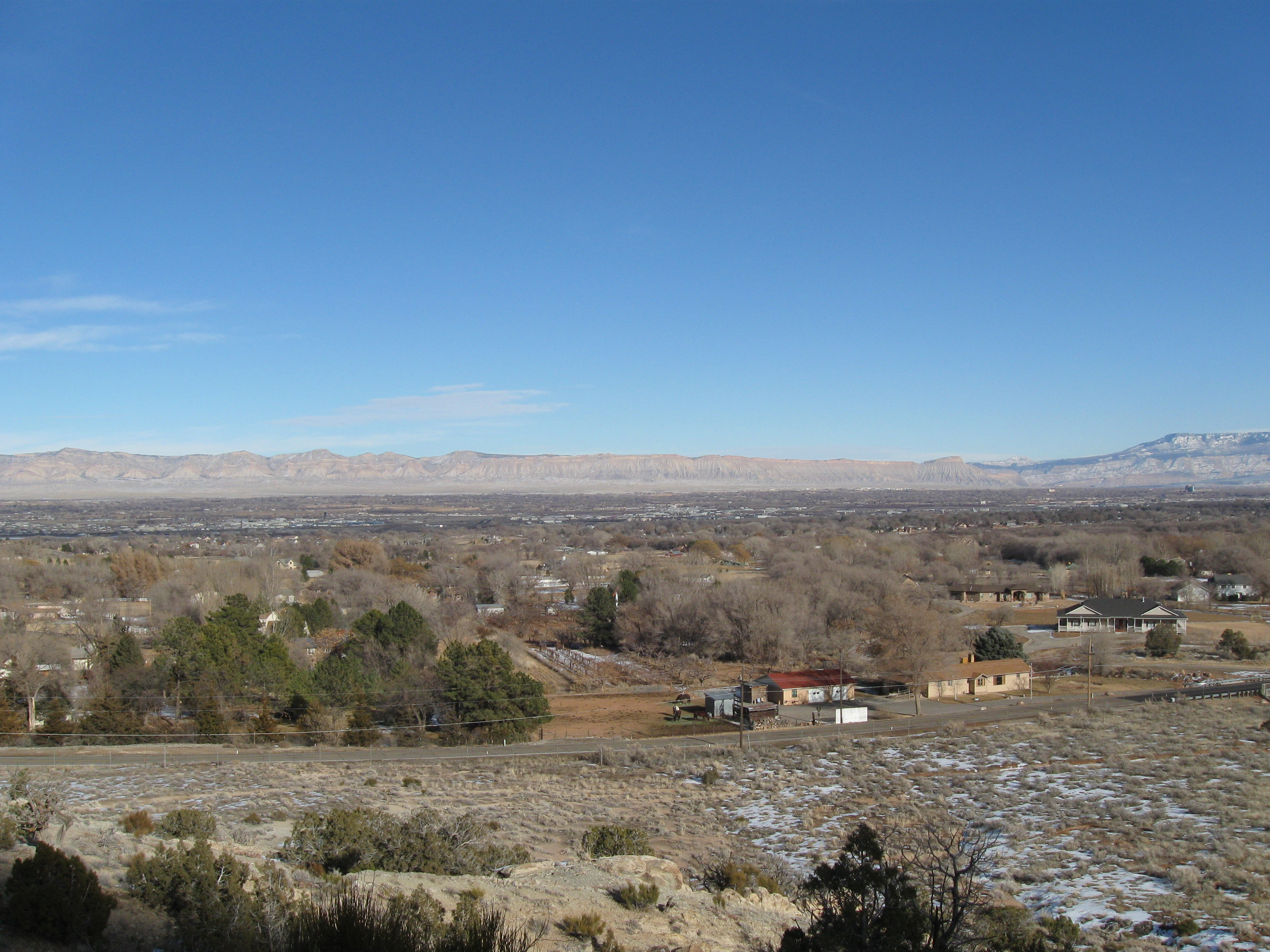
グランドジャンクションから北を望む、2011年1月

グランドジャンクション中心街地域は亜乾燥気候（ケッペンの気候区分 BSk）にあり、乾燥気候にほぼ入る領域にある。西コロラドの大きな「ハイ・デザート」に入っている。冬は寒く乾燥し、1月の平均気温は27.4°F (-2.6 ℃)である。ロッキー山脈より西にあることから、州の他部分のようにチヌーク風の影響を受けにくいが、ロッキー山脈の東に入る北極気団からは守られている。このことは12月から2月までで最高気温が50°F (10 ℃) を超える日が18日しかないことに現れている。気温が0°F (−17.8 ℃) を下回るのは年間3.6日ある。降雪は州の他地域に比較して少なく、年平均19.1インチ (49 cm) であり、1893年以降で1日10インチ (25 cm) 降ったのが1回だけある。中央値は年6.3インチ (16.0 cm) であり、積雪は間歇的である。12月と1月の降雪が多い。春の訪れは緩りだが、6月に近付くと早くなる。最終凍結日の平均は4月24日である。夏は暑く乾燥し、7月の平均気温は78.2°F (25.7 ℃) となる。90°F (32 ℃) を超える日は年平均64.5日ある。100°F (38 ℃) を超える日は平均6.5日である。秋は急速に涼しくなり、最初に凍結する日は平均で10月15日である。年間平均降水量は9.42インチ (239.3 mm) と少なく、季節による変化は小さい。日照は豊富であり冬でも多い。年間3,200時間以上の日照があり、可能な時間の73%に相当している。
| グランドジャンクションの気候          | グランドジャンクションの気候 | グランドジャンクションの気候 | グランドジャンクションの気候 | グランドジャンクションの気候 | グランドジャンクションの気候 | グランドジャンクションの気候 | グランドジャンクションの気候 | グランドジャンクションの気候 | グランドジャンクションの気候 | グランドジャンクションの気候 | グランドジャンクションの気候 | グランドジャンクションの気候 | グランドジャンクションの気候 |
| 月                                    | 1月                          | 2月                          | 3月                          | 4月                          | 5月                          | 6月                          | 7月                          | 8月                          | 9月                          | 10月                         | 11月                         | 12月                         | 年                           |
| ------------------------------------- | ---------------------------- | ---------------------------- | ---------------------------- | ---------------------------- | ---------------------------- | ---------------------------- | ---------------------------- | ---------------------------- | ---------------------------- | ---------------------------- | ---------------------------- | ---------------------------- | ---------------------------- |
| 最高気温記録 °F （°C）                | 62 (17)                      | 70 (21)                      | 81 (27)                      | 89 (32)                      | 101 (38)                     | 105 (41)                     | 106 (41)                     | 103 (39)                     | 100 (38)                     | 88 (31)                      | 75 (24)                      | 66 (19)                      | 106 (41)                     |
| 平均最高気温 °F （°C）                | 37.9 (3.3)                   | 45.9 (7.7)                   | 56.2 (13.4)                  | 64.6 (18.1)                  | 74.6 (23.7)                  | 86.4 (30.2)                  | 91.9 (33.3)                  | 89.5 (31.9)                  | 80.6 (27)                    | 67.5 (19.7)                  | 51.3 (10.7)                  | 40.5 (4.7)                   | 65.6 (18.7)                  |
| 平均最低気温 °F （°C）                | 16.8 (−8.4)                  | 23.6 (−4.7)                  | 32.5 (0.3)                   | 39.2 (4)                     | 48 (9)                       | 57 (14)                      | 63.1 (17.3)                  | 61.3 (16.3)                  | 52.4 (11.3)                  | 40.5 (4.7)                   | 28.5 (−1.9)                  | 19.4 (−7)                    | 40.2 (4.6)                   |
| 最低気温記録 °F （°C）                | −23 (−31)                    | −21 (−29)                    | 5 (−15)                      | 11 (−12)                     | 26 (−3)                      | 34 (1)                       | 44 (7)                       | 43 (6)                       | 28 (−2)                      | 16 (−9)                      | −4 (−20)                     | −21 (−29)                    | −23 (−31)                    |
| 降水量 inch （mm）                    | .53 (13.5)                   | .47 (11.9)                   | .93 (23.6)                   | .85 (21.6)                   | 1.09 (27.7)                  | .48 (12.2)                   | .79 (20.1)                   | .74 (18.8)                   | .85 (21.6)                   | .98 (24.9)                   | .80 (20.3)                   | .55 (14)                     | 9.06 (230.1)                 |
| 降雪量 inch （cm）                    | 3.8 (9.7)                    | 2.0 (5.1)                    | 1.6 (4.1)                    | 0.5 (1.3)                    | 0 (0)                        | 0 (0)                        | 0 (0)                        | 0 (0)                        | 0 (0)                        | 0.4 (1)                      | 1.4 (3.6)                    | 4.0 (10.2)                   | 13.8 (35.1)                  |
| 平均降水日数                          | 4.2                          | 4                            | 6                            | 6                            | 6                            | 3.2                          | 4.7                          | 5.5                          | 5.8                          | 5.1                          | 5                            | 3.8                          | 59.3                         |
| 平均降雪日数                          | 2.3                          | 1.2                          | 1.1                          | 0.2                          | 0                            | 0                            | 0                            | 0                            | 0                            | 0.2                          | 1.0                          | 2.5                          | 8.5                          |
| 平均月間日照時間                      | 192.2                        | 206.2                        | 241.8                        | 279                          | 328.6                        | 360                          | 356.5                        | 328.6                        | 291                          | 254.2                        | 186                          | 179.8                        | 3,203.9                      |
| 出典1：The Weather Channel (records)  |                              |                              |                              |                              |                              |                              |                              |                              |                              |                              |                              |                              |                              |
| 出典2：NOAA (normals, 1971–2000), HKO |                              |                              |                              |                              |                              |                              |                              |                              |                              |                              |                              |                              |                              |

## 人口動態
以下は2000年国勢調査による人口統計データである。
| 基礎データ - 人口: 41,986 人 - 世帯数: 17,865 世帯 - 家族数: 10,540 家族 - 人口密度: 526.2人/km2（1,362.6 人/mi2） - 住居数: 18,784 軒 - 住居密度: 235.4軒/km2（609.6 軒/mi2） 人種別人口構成 - 白人: 91.78% - アフリカン・アメリカン: 0.60% - ネイティブ・アメリカン: 0.94% - アジア人: 0.76% - 太平洋諸島系: 0.12% - その他の人種: 3.81% - 混血: 1.99% - ヒスパニック・ラテン系: 10.86% 年齢別人口構成 - 18歳未満: 21.2% - 18-24歳: 11.9% - 25-44歳: 26.3% - 45-64歳: 22.8% - 65歳以上: 17.9% - 年齢の中央値: 39歳 - 性比（女性100人あたり男性の人口） - 総人口: 95.1 - 18歳以上: 92.6 | 世帯と家族（対世帯数） - 18歳未満の子供がいる: 25.5% - 結婚・同居している夫婦: 46.1% - 未婚・離婚・死別女性が世帯主: 9.4% - 非家族世帯: 41.0% - 単身世帯: 33.2% - 65歳以上の老人1人暮らし: 13.8% - 平均構成人数 - 世帯: 2.23人 - 家族: 2.84人 収入と家計 - 収入の中央値 - 世帯: 33,152米ドル - 家族: 43,851米ドル - 性別 - 男性: 31,685米ドル - 女性: 22,804米ドル - 人口1人あたり収入: 19,692米ドル - 貧困線以下 - 対人口: 11.9% - 対家族数: 7.5% - 18歳未満: 11.8% - 65歳以上: 9.0% |

## 経済

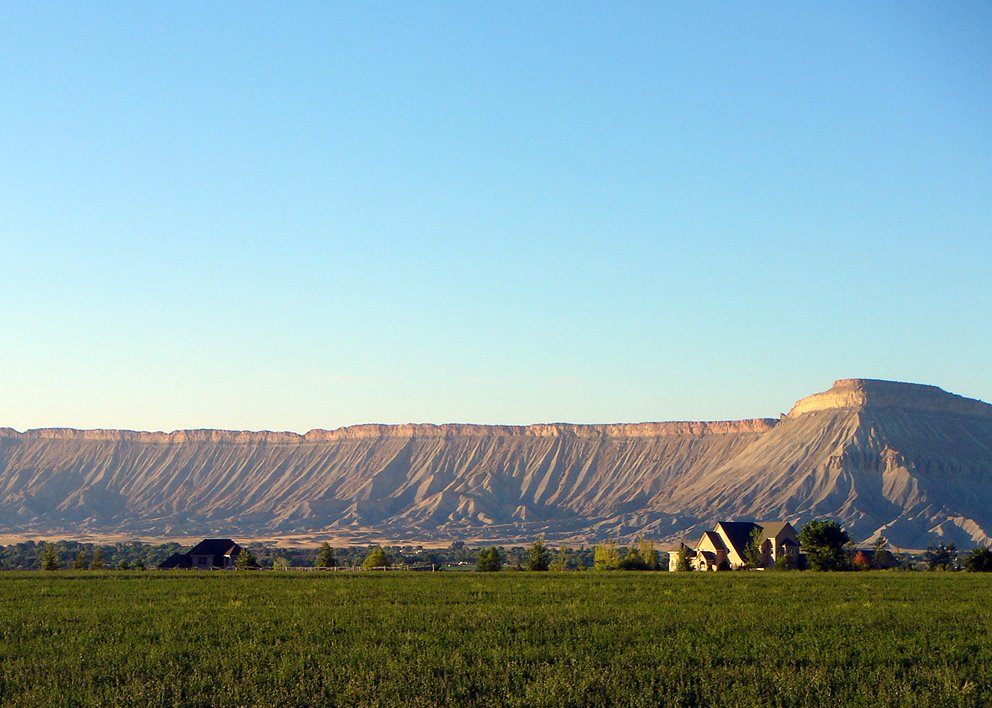
ブック断崖とガーフィールド山（右）

### 経済史
1880年代に開拓者が入ってきた時から1960年代まで、地域の主要経済活動は農業と牧畜業だった。小売業が次第に重要性を増し（ガソリン販売、猟と漁にかかわる小売り）、またウラン鉱業に関わる活動も重要になった。市内にはアメリカ原子力エネルギー委員会にウラン鉱石を供給したクライマックス・ウラニウム・ミルがあったが、現在は廃坑になった。教育と医療も重要になってきており、特に1950年代からはコロラド・メサ大学とセントメアリー病院が主要な雇用主となった。パイシアンス盆地のパラシュート近くに広大なオイルシェールが埋蔵していることが知られている。1970年代の石油禁輸とガスの高価格によってこの地域に金融界の関心が高まった。エクソンモービルが採鉱権を取得し、グランドジャンクションに操業拠点を置いた。
グランドジャンクションと周辺のグランド・バレーは1970年代と1980年代初期に、オイルシェールの開発が進んで繁栄した。アメリカ合衆国、特に西コロラドは世界でも最大級のオイルシェールの集積があり、推計では石油換算で800ギガバレルとなっている。これは今後110年間の国内需要に対応できる量である。「燃える石」とも呼ばれるシェールは採掘して石油に精製される。ただし、過去には石油に比べてコストが高かった。しかし石油価格が1バーレル当たり95ドル以上であれば、経済的な抽出が可能となってくる。エクソンモービルは石油価格の低下のために地域からの引きあげを余儀なくされ、地域経済にとっては苦難の時となった。
「ブラック・サンディ」（1982年5月2日）と呼ばれる経済恐慌で、エクソン社長から当時コロラド州知事のリチャード・ダグラス・ラムに電話があり、（当時も今も）不経済な石油に対する採掘権を保持しながらエクソンは損失を切り捨てると伝えた。エクソンは州内で50億ドル以上を投資していたので、経済恐慌は州全体に広がった。コロラド州の歴史家トマス・ノエルは「それが絶対的な転換点であり、我々は好況不況の波があることを思い出させられた。...1893年の銀崩壊に繋がるものがあった」と述べていた。
2008年までに、グランドジャンクション経済は、過去数十年間よりも多様で安定したものになったと考えられる。経済の主要な推進要素は医療、観光、農業、牧畜、エネルギー鉱業（ガスと石油）である。主要なエネルギー会社が再度大量の金を投資した。これは石油と天然ガスの価格が上がったからだった。しかし、2008年夏に天然ガス市場における大きな価格低下によって、地域ではガス掘削量が減り、関連する資本支出が減って、2009年グランドジャンクション経済が著しく鈍化した。2009年の報告書では、グランドジャンクションが再度経済的に大きな打撃を受けたことを示唆しており、2010年4月の報告書では、全国の「小都市」で最大の失業率悪化地域に挙げられた。
2008年、グランドジャンクションは、民間ジェット旅行のための「国内のエリートビジネスマンや余暇旅行者」によって、近くのパウダーホーン・リゾートやその他スキー場と共に、大きな魅力ある地として発見された。

### 主要雇用主
グランドジャンクション市の2011年包括的財務報告書に拠れば、市内の主要雇用主は次の通りである。
| 順位 | 雇用主                   | 雇用数比率 | 従業員数 |
| ---- | ------------------------ | ---------- | -------- |
| 1    | メサ郡バレー教育学区第51 | 3.53%      | 2554     |
| 2    | シティ・マーケット       | 2.29%      | 1656     |
| 3    | セントメアリーズ病院     | 2.07%      | 1494     |
| 4    | コロラド州               | 1.35%      | 973      |
| 5    | メサ郡                   | 1.33%      | 962      |
| 6    | ハリバートン             | 1.18%      | 855      |
| 7    | ウォルマート             | 1.07%      | 775      |
| 8    | グランドジャンクション市 | 0.86%      | 625      |
| 9    | VA医療センター           | 0.83%      | 600      |
| 10   | コミュニティ病院         | 0.81%      | 583      |

## 企業
- ライトナー・ポマ、リフトのメーカー
- シティマーケット、スーパーチェーン店
- GPSトラベルマップス

## 教育

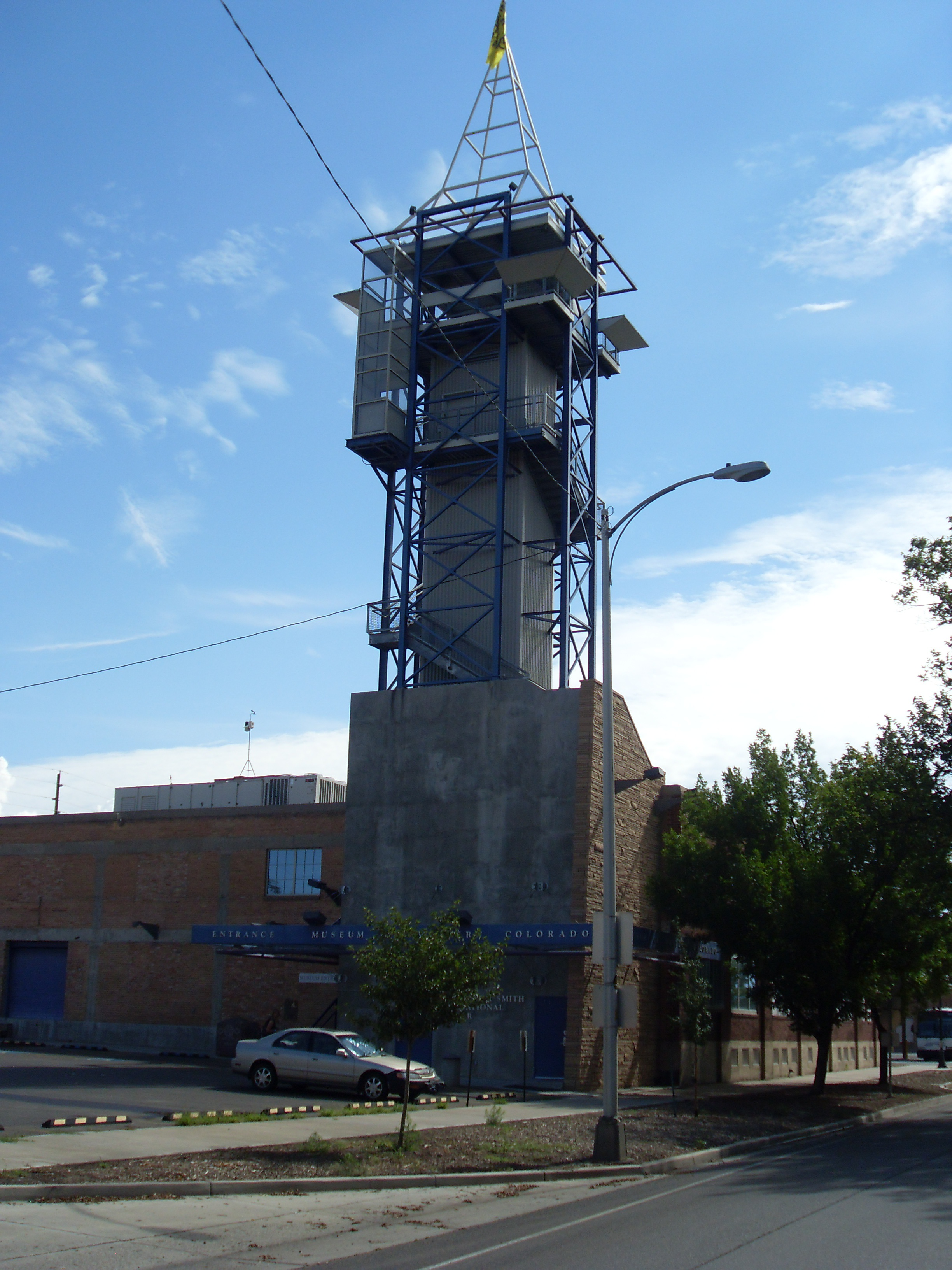
西コロラド博物館スターリング・T・スミス教育塔

### 初等中等教育
メサ郡バレー教育学区第51が、包括的な初等中等教育を行っている。高校は5校ある。さらに多くの小中学校やその他の学校もある。西コロラド・コミュニティカレッジと共同で、コロラド・メサ大学が所有運営する職業訓練校を運営している。

### 高等教育機関
コロラド・メサ大学は、州立4年制教養系大学であり、キャンパスはダウンタウン・グランドジャンクションにある。州西部の代表的な高等教育機関。平均学生数は9,000人弱であり、経営修士、教育指導者など様々な学位を提供している。特に科学、芸術、音楽、看護学、運動生理学が得意分野である。

## スポーツ
グランドジャンクションのコロラド国定記念物は、その特徴ある景色のために「月のツアー」とも呼ばれるクアーズ・クラシックの舞台になっていた。1958年からJUCOワールドシリーズがサプリチオフィールドで開催されている。コロラド・ロッキーズ傘下でパイオニア野球リーグに属するマイナーリーグ野球チームがワイオミング州から移転してサプリチオフィールドを使っており、グランドジャンクション・ロッキーズと呼ばれている。サプリチオフィールドに隣接して、ストッカー・スタジアムがあり、セミプロのアメリカンフットボールチーム、グランドジャンクション・グラディエーターズが使用している。サプリチオフィールドとストッカー・スタジアムでは、コロラド・メサ大学やメサ郡バレー教育学区第51のスポーツ行事も開催されている。

## 交通
グランドジャンクション地域空港（元ウォーカー・フィールド空港）が地域の主要空港となっている。グランドジャンクションの北、ホライズン・ドライブ沿いにある。2011年時点でデンバー、ソルトレイクシティ、ラスベガス、ダラス、フェニックス、ロサンゼルス、ヒューストンへの便が往復している。

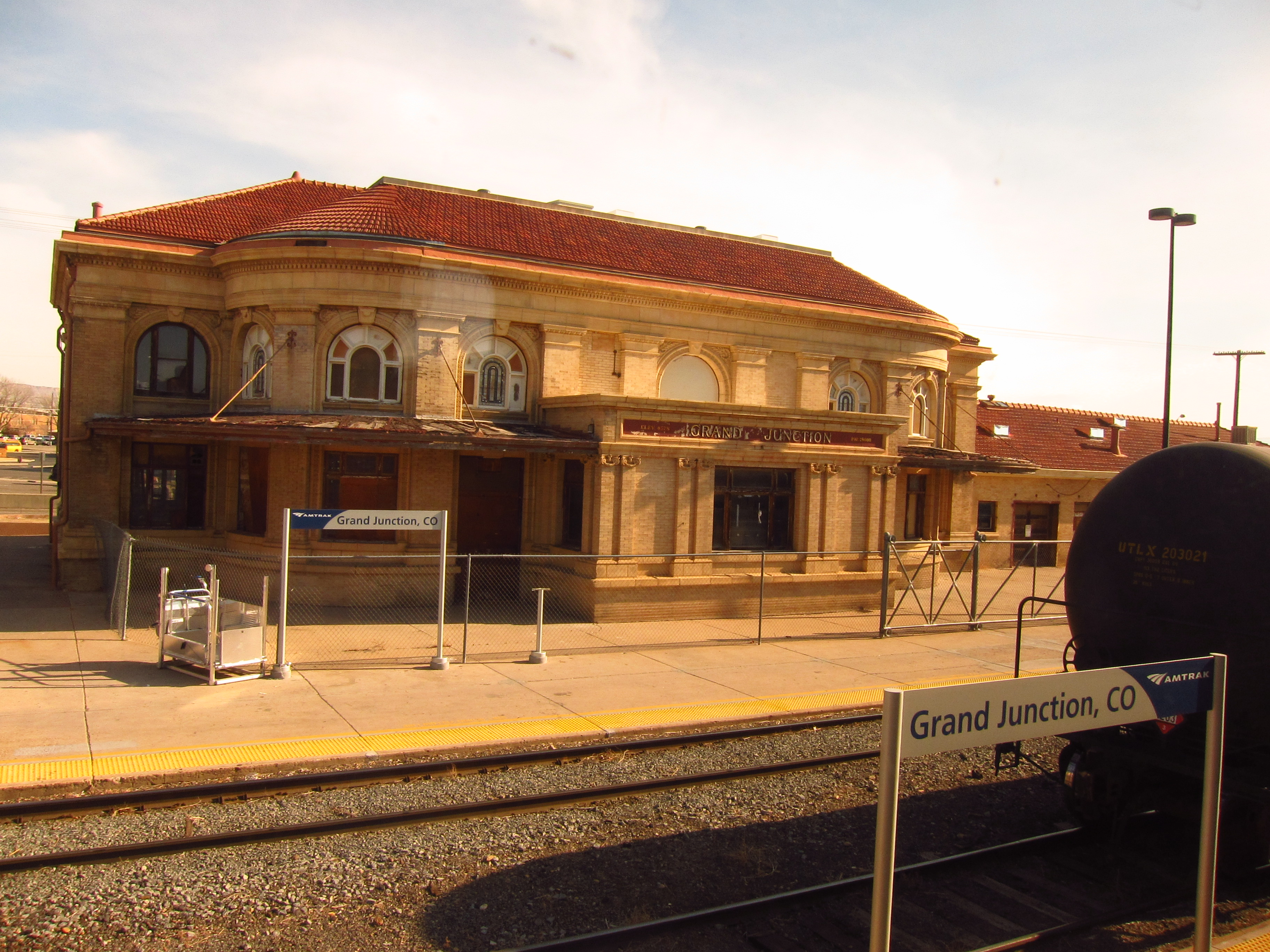
グランドジャンクションのアムトラック駅

全国的旅客輸送鉄道であるアムトラックが「カリフォルニア・ゼファー」列車を運行し、グランドジャンクション駅に停車している。この列車は東のシカゴと、西のカリフォルニア州エメリービル、さらに湾を渡ってサンフランシスコとを繋いでいる。
グランド・バレー交通が地域の公共交通を担当している。バス路線は11あり、またダイアル・ア・ライド・サービスも行っている。

### 主要高規格道路
- 州間高速道路70号線、ユタ州コーブフォートの州間高速道路15号線からメリーランド州ボルチモアまで通る。グランドジャンクションをデンバー、カンザスシティ、セントルイス、インディアナポリス、デイトンと繋いでいる。また西はI-15によって、ラスベガス、南カリフォルニアを繋いでいる
- アメリカ国道6号線、マサチューセッツ州プロビンスタウンからカリフォルニア州ビショップまで東西に14の州を通る。コロラド州内では州間高速道路70号線と同76号線に並行している
- アメリカ国道50号線、メリーランド州オーシャンシティとカリフォルニア州サクラメントを東西に結び、12の州を通過する。コロラド州内では、グランドジャンクションとモントローズ、ガニソン、プエブロを繋ぎ、西のユタ州に抜けている
- コロラド州道340号線、グランドジャンクション中心街の第1通りに発し、レッドランズを通って、フルータのアメリカ国道6号線と同50号線に終わる

## 評価
グランドジャンクションは、雑誌「アウトドアライフ」の2012年国内猟と釣りの町ベスト35の中で第6位、雑誌「フォーブス」の2012年ビジネスとキャリアのために小さな場所の中で第12位、「ニューヨーク・タイムズ」の2011年自然災害を避けるために住む場所リストで第5位、Tourism-Review.comの2009年国内日照の多い都市8傑の第7位に挙げられていた。

## メディア
グランドジャンクションで聴取できるラジオは、FM21局、AM5局がある。
テレビはCBS、NBC、ABC、フォックス放送の系列局がある。

### 新聞
市内では日刊紙の「デイリー・センティネル」と「グランドジャンクション・フリープレス」の2紙が発行されている。「デンバー・ポスト」のようなフロントレンジの新聞の影響も受けている。

### 公演会場
中心街には歴史あるアバロン劇場があり、映画を上映したり、「皇帝ペンギン」のようなドキュメンタリーから、アル・ヤンコビック、ウィルコ、コルビー・キャレイ、クリス・アイザック、ブライアン・リーガンなどの生演奏までが行われている。

## 関係者

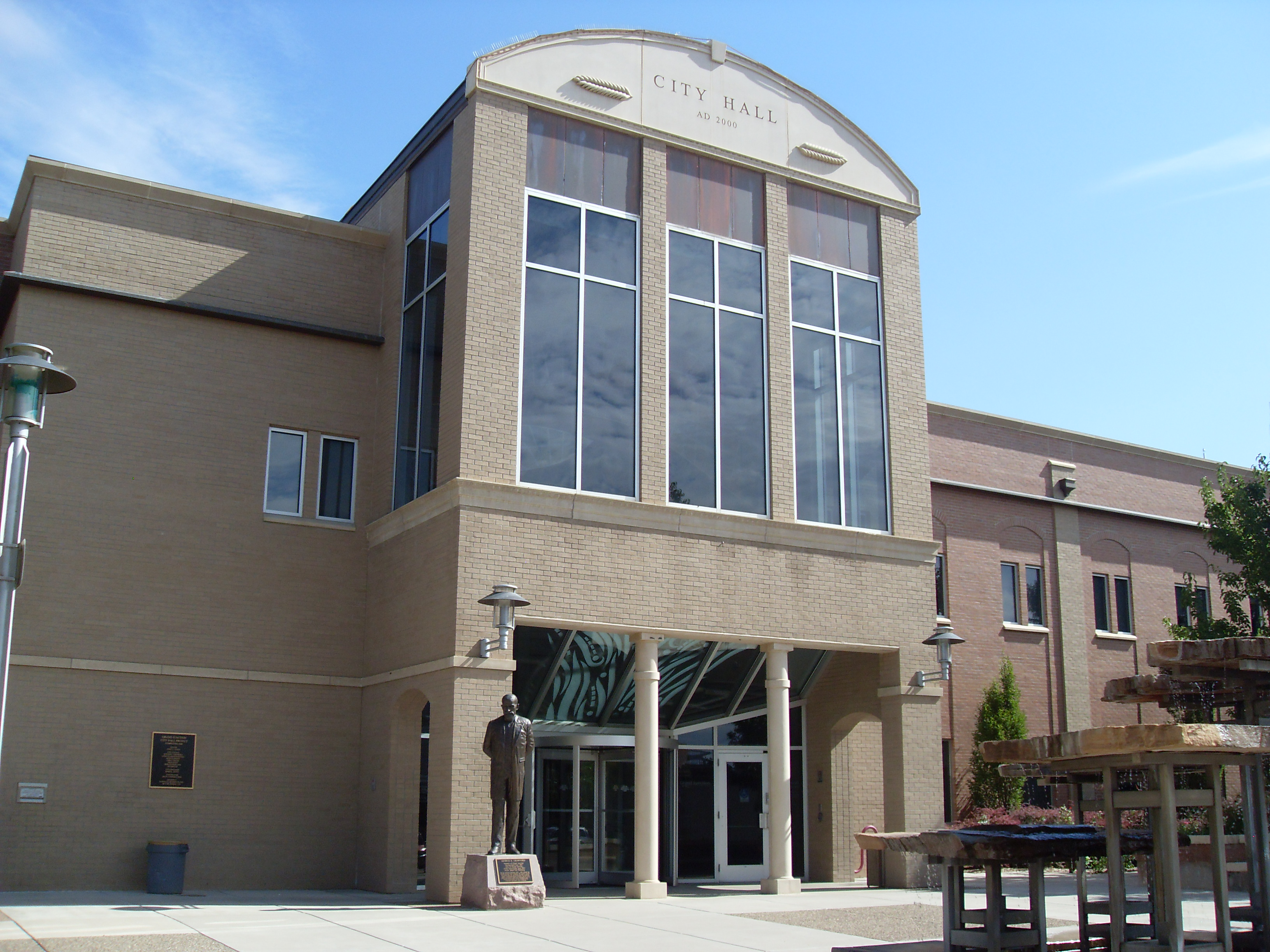
グランドジャンクション市役所

- リック・シュローダー、俳優、映画監督、1990年代半ばから後半にグランドジャンクションに家を持っていた
- ダルトン・トランボ（1905年-1976年）、アカデミー賞を獲得した映画脚本家（『栄光への脱出』、『スパルタカス』、『ローマの休日』、『東京上空三十秒』）、小説家（『ジョニーは銃を取った』）、「ハリウッド・テン」の一人。子供時代の家がガニソン・アベニュー1124にある。出身校コロラド大学のキャンパスにあるダルトン・トランボ・フリースピーチ・ファウンテンにその名が残されている。1934年の最初の小説『日食』は、グランドジャンクションを思わせる架空の町が舞台になっている。登場人物の多くは町の指導者と考えられる。愛され憎まれたトランボの彫像がメインストリートのアバロン劇場前にある[22]